# Valle de Santa Ana
Valle de Santa Ana is een gemeente in de Spaanse provincie Badajoz in de regio Extremadura met een oppervlakte van 4 km². Valle de Santa Ana heeft 1.163 inwoners (1 januari 2016).

## Demografische ontwikkeling
Bron: INE, 1857-2011: volkstellingen
Acedera · Aceuchal · Ahillones · Alange · Alburquerque · Alconchel · Alconera · Aljucén · Almendral · Almendralejo · Arroyo de San Serván · Atalaya · Azuaga · Badajoz · Barcarrota · Baterno · Benquerencia de la Serena · Berlanga · Bienvenida · Bodonal de la Sierra · Burguillos del Cerro · Cabeza del Buey · Cabeza la Vaca · Calamonte · Calera de León · Calzadilla de los Barros · Campanario · Campillo de Llerena · Capilla · Carmonita · Casas de Don Pedro · Casas de Reina · Castilblanco · Castuera · Cheles · Cordobilla de Lácara · Corte de Peleas · Cristina · Don Álvaro · Don Benito · El Carrascalejo · Entrín Bajo · Esparragalejo · Esparragosa de Lares · Esparragosa de la Serena · Feria · Fregenal de la Sierra · Fuenlabrada de los Montes · Fuente de Cantos · Fuente del Arco · Fuente del Maestre · Fuentes de León · Garbayuela · Garlitos · Granja de Torrehermosa · Guadiana · Guareña · Helechosa de los Montes · Herrera del Duque · Higuera de Llerena · Higuera de Vargas · Higuera de la Serena · Higuera la Real · Hinojosa del Valle · Hornachos · Jerez de los Caballeros · La Albuera · La Codosera · La Coronada · La Garrovilla · La Haba · La Lapa · La Morera · La Nava de Santiago · La Parra · La Roca de la Sierra · La Zarza · Llera · Llerena · Lobón · Los Santos de Maimona · Magacela · Maguilla · Malcocinado · Malpartida de la Serena · Manchita · Medellín · Medina de las Torres · Mengabril · Mérida · Mirandilla · Monesterio · Montemolín · Monterrubio de la Serena · Montijo · Navalvillar de Pela · Nogales · Oliva de la Frontera · Oliva de Mérida · Olivenza · Orellana de la Sierra · Orellana la Vieja · Palomas · Peñalsordo · Peraleda del Zaucejo · Puebla de Alcocer · Puebla de la Calzada · Puebla de la Reina · Puebla de Obando · Puebla de Sancho Pérez · Puebla del Maestre · Puebla del Prior · Pueblonuevo del Guadiana · Quintana de la Serena · Reina · Rena · Retamal de Llerena · Ribera del Fresno · Risco · Salvaleón · Salvatierra de los Barros · San Pedro de Mérida · San Vicente de Alcántara · Sancti-Spíritus · Santa Amalia · Santa Marta · Segura de León · Siruela · Solana de los Barros · Talarrubias · Talavera la Real · Táliga · Tamurejo · Torre de Miguel Sesmero · Torremayor · Torremejía · Trasierra · Trujillanos · Usagre · Valdecaballeros · Valdelacalzada · Valdetorres · Valencia de las Torres · Valencia del Mombuey · Valencia del Ventoso · Valle de Matamoros · Valle de Santa Ana · Valle de la Serena · Valverde de Burguillos · Valverde de Leganés · Valverde de Llerena · Valverde de Mérida · Villafranca de los Barros · Villagarcía de la Torre · Villagonzalo · Villalba de los Barros · Villanueva de la Serena · Villanueva del Fresno · Villar de Rena · Villar del Rey · Villarta de los Montes · Zafra · Zahínos · Zalamea de la Serena · Zarza-Capilla